# Челябинский колхозник (танк)

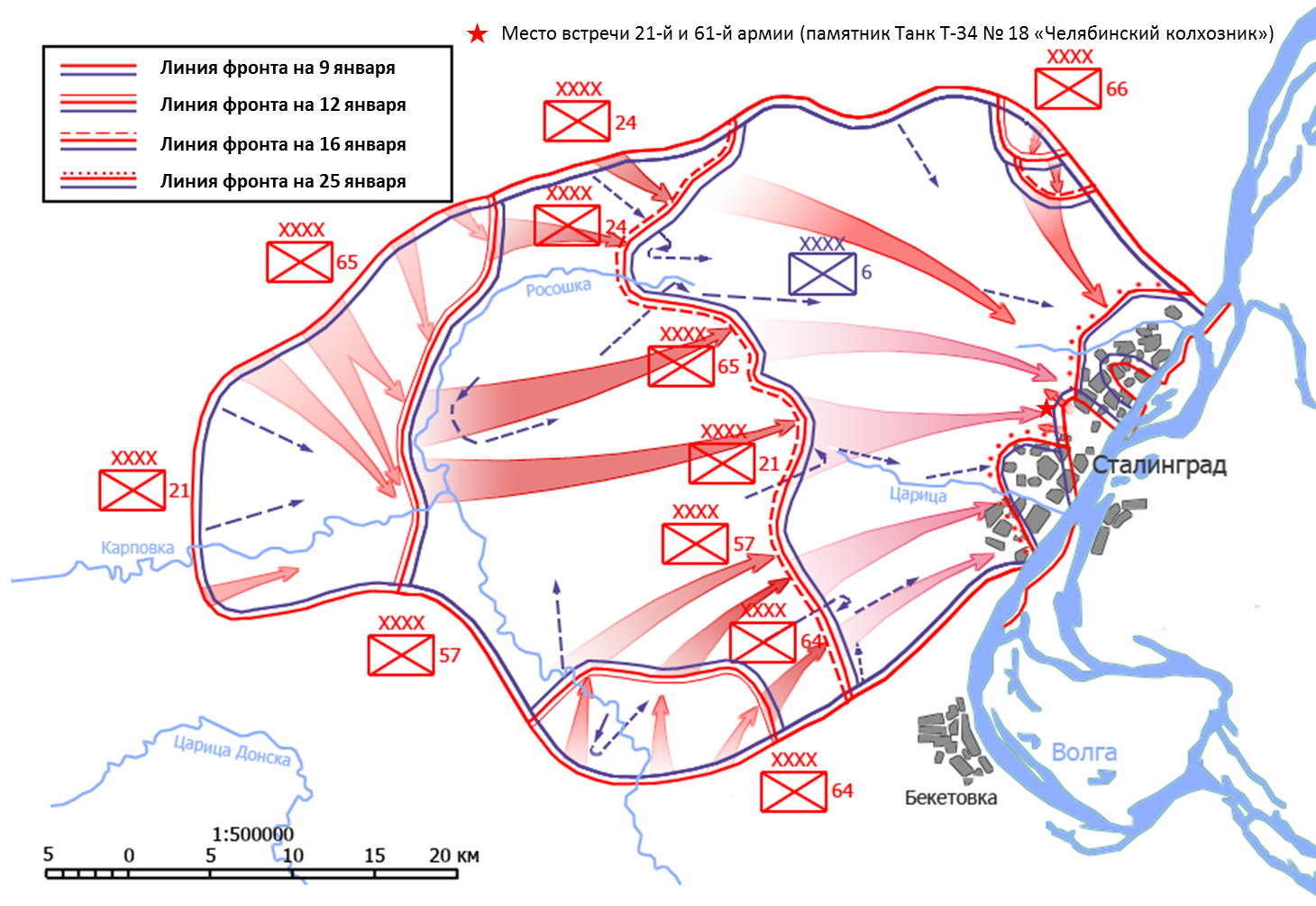
Операция "Кольцо". Место встречи 21-й и 62-й армий

Танк Т-34 № 18 «Челябинский колхозник» — памятник в Волгограде, установленный в честь завершения операции «Кольцо». Памятник является частью Мемориального комплекса «Героям Сталинградской битвы» на Мамаевом кургане.
Памятник установлен на северо-западном склоне Мамаева кургана, где 26 января 1943 года соединились части 21-й и 62-й армий в рамках операции «Кольцо». Тем самым было завершено расчленение окружённой 6-й армии вермахта. Впереди колонны 121-й танковой бригады 21-й армии шёл танк Т-34 № 18 «Челябинский колхозник».
Т-34 № 18 «Челябинский колхозник» был построен в декабре 1942 года на средства, собранные колхозниками Челябинской области. Было собрано более 90 млн рублей, на которые было построено 150 танков — танковая колонна, получившая название «Челябинские колхозники».
На постаменте памятника установлена памятная доска со следующим текстом:

Здесь 26 января 1943 года в 10.00 произошла встреча этого танка, шедшего с запада впереди танковой бригады полковника Невжинского, с частями 62-й армии, оборонявшей Сталинград с востока. Соединение 121-й танковой бригады с частями 62-й армии разделило немецкую группировку на две части что способствовало её уничтожению.

## Экипаж танка
- командир танка лейтенант Николай Канунников
- механик-водитель старшина Николай Ермилович Макурин — родился в 1916 году, в 1941 году призван Берёзовским РВК Свердловской области.

Механик-водитель Т-34 2-го танкового батальона 121 танковой бригады, в дальнейшем техник ГСМ 27-й гвардейской танковой бригады. Имел лёгкое ранение.

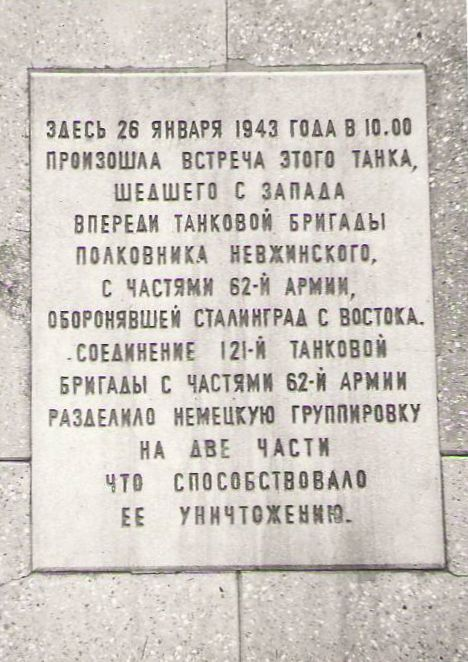
Мемориальная доска на постаменте танка (из фондов музея-заповедника «Сталинградская битва»)

До войны работал в Старой Шайтанке дражным слесарем. В 1937 году был призван в РККА. Служил в Житомире мотористом, а затем механиком-водителем. В 1940 году уволен в запас. С началом Великой Отечественной войны призван в танковые войска, но поначалу служил механиком-испытателем на танковом заводе. Далее был переведён в учебную часть на должность инструктора — обучал вождению танков КВ. В сентябре 1942 года был переведён в действующую армию и принял первый бой в районе Котлубани. Уже в октябре получил звание «Отличный танкист». Кроме Сталинградской битвы принимал участие сражении на Курской дуге, в битве за Днепр, в боях за Будапешт, Вену.
В 1942 году за бой за высоту 213,3 южнее станицы Клетская был представлен к ордену Красная звезда. За своевременное пополнение топливом и ГСМ в бою 20 августа 1944 года был представлен к ордену Отечественной войны II степени, однако командир бригады изменил награду на медаль «За отвагу». После войны посещал свой танк Т-34 № 18 «Челябинский Колхозник».
После войны работал в свердловском леспромхозе. В 1961 году посещал свой танк Т-34 № 18 «Челябинский Колхозник» со своей женой и двумя детьми. Умер в 1974 году.
В память о Николае Ермиловиче в его родном посёлке Шаля улицу 1-го Мая переименовали в улицу Макурина, а на его доме установили мраморную доску.
Из Сталинграда Николай Ермилович Макурин получил благодарственное письмо:

Гвардии старшине Макурину. Вам, кровью своей защитившему и отстоявшему волжскую твердыню — Сталинград, трудящиеся Сталинграда шлют года горячий привет и глубокую благодарность за Ваш беспримерный подвиг во имя Родины.
Сохранились воспоминания Макурина о своем экипаже:

Хороший у нас был ротный командир — Николай Михайлович Канунников. Душевный был человек. С ним хоть в огонь, хоть в воду — не страшно. Молод был, но рассудителен. Неразговорчив. Мы его с полуслова понимали. Жаль, погиб рано, в двадцать два года. И Володя Колмогоров тоже, юнцом был, всего девятнадцать лет исполнилось ему, а Костя Семеновых, наш радист, годом старше Володи. Можно сказать, я папашей среди них числился. Как-никак мне ведь тогда было двадцать семь лет. 
- командир башни Владимир Колмагоров
- радист Семеновых Константин Павлович, гвардии старший сержант. Родился в 1923 году, сгорел в танке 12 июля 1943 года. Захоронен в селе Вознесеновка Щебекинского района Белгородской области.

## Описание танка
Танк Т-34-76, машина выпущена на ЧКЗ в конце 1942 года.
На танке установлена штампованная шестигранная башня-«формочка» без командирской башенки производства УЗТМ. Крыша башни изготовлена со съёмной перемычкой между люками. Ходовая часть танка состоит из:
- обрезиненных штампованных опорных катков, имеющих бандажи только с боковой перфорацией без рисок на беговой дорожке;
- литых опорных катков с внутренней амортизацией без кольцевых усилений вокруг отверстий облегчения оснащённых роликами литых ведущих колёс без кольцевых усилений вокруг отверстий;
- направляющих катков с кольцевыми усилениями вокруг отверстий;
- широких «сталинградских» траков с «вафельной» рабочей поверхностью, сочетающихся с более узкими траками.

На левой задней части башни электросваркой написан номер танка: № 18.
Танк не комплектный (отсутствуют двигатель, крышка моторно-трансмиссионного отсека, «яблоко» лобового пулемёта и многие другие детали).

## История танка
По окончании боёв танк был оставлен на склоне Мамаева кургана. Отыскали лист железа, а сваркой написал текст и фамилии членов экипажа. Ремонтники 121-й танковой бригады Автономов, Кимош, Панасюк и рядовой Андрусов приварили на правую сторону башни металлический лист с надписью:
Танк «Т-34» № 18

«Челябинский Колхозник»

121 танковой бригады, ныне

27 гвардейской, которой коман-

довал полковник Невжинский.

Ком. танка Канунников

Мех. водитель Макурин

Ком. башни Колмогоров

Радист Семеновых
Текст второй плиты:
Здесь 26.01.1943 г. в 10:00

произошла встреча этого тан-

ка, шедшего с запада впереди

танковой бригады полковника

Невжинского, с частями 62-й ар-

мии, оборонявшей Сталинград

с востока.

Соединение 121-й танковой бригады

с частями 62-й армии разделило

вражескую немецкую группировку

на две части и способствовало её

уничтожению. Полная ликвида-

ция немецких войск под Ста-

линградом произошла 02.02.1943 г.

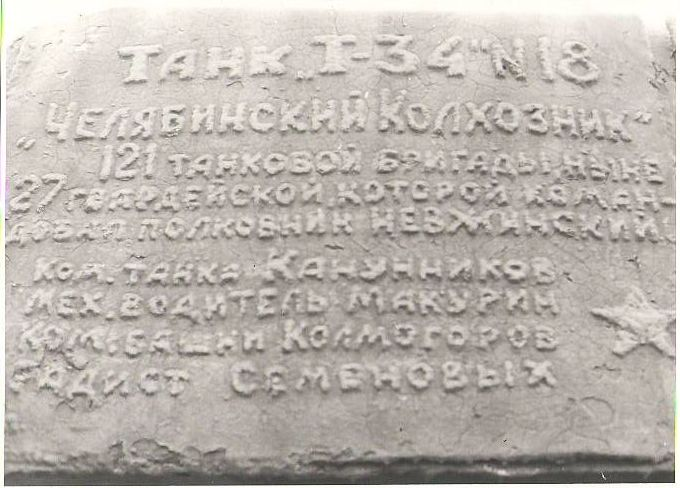
Мемориальная доска на башне танка (из фондов музея-заповедника «Сталинградская битва»)

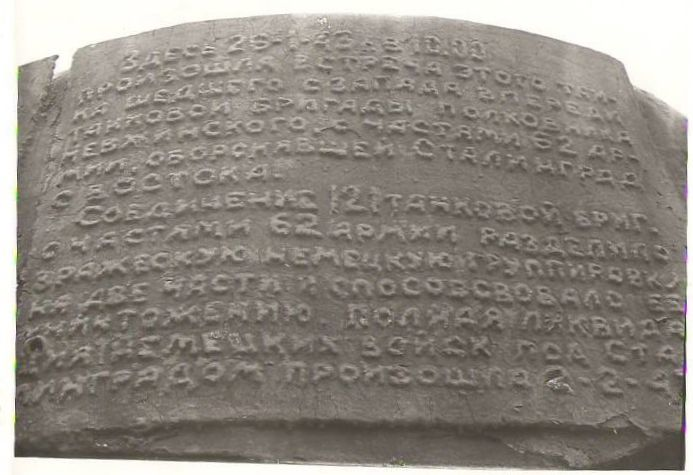
Мемориальная доска на башне танка (из фондов музея-заповедника «Сталинградская битва»)

Танк был передан в дар городу и в уже в середине 50-х годов к танку стоящему на постаменте водили экскурсии.
В 2020 году началась реставрация танка-памятника «Челябинский колхозник» на добровольные пожертвования, собранные фондом «Наследие». В ходе реставрации будут проведены работы по консервации и защите от коррозии боевой машины, восстановление части недостающих агрегатов. Кроме того, будет восстановлен постамент памятника, заменены облицовочные гранитные плиты, проведено благоустройство прилегающей к памятнику территории.